# مؤشر كتلة الجسم
مؤشر كتلة الجسم (اختصاراً BMI) هو قيمة مشتقة من كتلة (وزن) وطول الشخص. يعرّف مؤشر كتلة الجسم بأنه كتلة الجسم مقسومة على مربع ارتفاع الجسم، ويعبر عنه بوحدات كغ/م2، الناتجة عن الكتلة بالكيلوغرام والارتفاع بالأمتار.
يمكن تحديد مؤشر كتلة الجسم باستخدام جدول أو مخطط يعرض مؤشر كتلة الجسم كدالة للكتلة والارتفاع باستخدام خطوط كفاف أو ألوان لفئات مؤشر كتلة الجسم المختلفة، والذي قد يستخدم وحدات قياس أخرى (تحول إلى وحدات مترية للحساب).
مؤشر كتلة الجسم هو قاعدة أساسية مريحة تستخدم لتصنيف الشخص على نطاق واسع على أنه ناقص الوزن أو طبيعي الوزن أو زائد الوزن أو السمنة بناء على كتلة الأنسجة (العضلات، الدهون، والعظام) والطول. التصنيفات الرئيسية لمؤشر كتلة الجسم للبالغين هي نقص الوزن (أقل من 18.5 كغ/م2)، والوزن الطبيعي (18.5 إلى 24.9)، وزيادة الوزن (25 إلى 29.9)، والسمنة (30 أو أكثر). عند استخدامه للتنبؤ بصحة الفرد، وليس كقياس إحصائي للمجموعات، فإن مؤشر كتلة الجسم له قيود يمكن أن تجعله أقل فائدة من بعض البدائل، خاصة عند تطبيقها على الأفراد الذين يعانون من السمنة في البطن، قصر القامة أو كتلة العضلات العالية. ارتبط مؤشر كتلة الجسم تحت 20 وما فوق 25 مع ارتفاع معدل الوفيات لجميع الأسباب، مع زيادة الخطر مع المسافة من نطاق 20-25. ابتكر أدولف كوتليه، عالم الفلك، الرياضيات، الإحصائي، والاجتماعي البلجيكي، أساس مؤشر كتلة الجسم بين عامي 1830 و1850 حيث طور ما أسماه «الفيزياء الاجتماعية».

## التصنيف

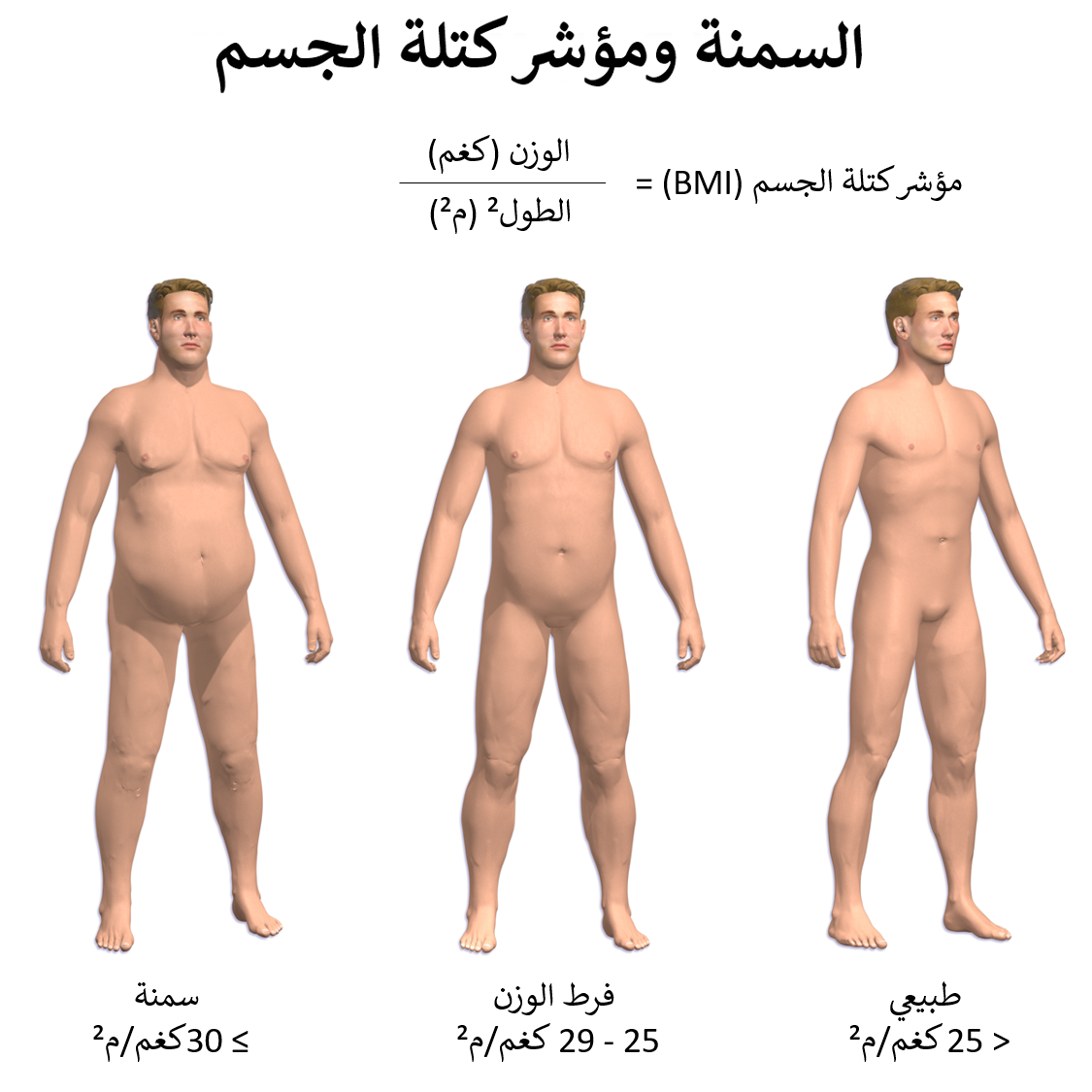
السمنة ومؤشر كتلة الجسم (BMI)

تعتبر منظمة الصحة العالمية مؤشر كتلة الجسم البالغ الذي يقل عن 18.5 ناقص الوزن وقد يشير إلى سوء التغذية، اضطراب الأكل، أو مشاكل صحية أخرى، في حين يعتبر مؤشر كتلة الجسم الذي يساوي أو يزيد عن 25 زيادة الوزن ويعتبر 30 أو أكثر يعانون من السمنة المفرطة.

### مؤشر كتلة الجسم، الفئات الأساسية
| التصنيف                     | مؤشر كتلة الجسم – كغ/م2 |
| --------------------------- | ----------------------- |
| نقص الوزن (نحافة شديدة)     | < 16.0                  |
| نقص الوزن (نحافة معتدلة)    | 16.0 – 16.9             |
| نقص الوزن (نحافة خفيفة)     | 17.0 – 18.4             |
| وزن طبيعي                   | 18.5 – 24.9             |
| زيادة الوزن (ما قبل السمنة) | 25.0 – 29.9             |
| سمنة (الدرجة الأولى)        | 30.0 – 34.9             |
| سمنة (الدرجة الثانية)       | 35.0 – 39.9             |
| سمنة (الدرجة الثالثة)       | ≥ 40.0                  |

## مؤشر كتلة الجسم للأطفال والمراهقين
يمكن حسابه من خلال نفس المعادلة ولكن بالرجوع إلى جدول آخر مختلف عن ذلك المستخدم للبالغين وذلك بسبب اختلاف محتوى الجسم من الدهون خلال المراحل العمرية المختلفة بين الذكور والإناث لذلك يوجد جداول خاصة بالإناث وأخرى خاصة بالذكور.
وطبقت هذه المعايير ببحث إجرائي أجرته الباحثة رغدة محمد فوزي عبد المنعم علي عينة من الإناث بدولة الإمارات العربية المتحدة.

## تطبيقات عملية لمؤشر كتلة الجسم
| {\displaystyle \mathrm {BMI} } | {\displaystyle ={\frac {{\mbox{mass}}(\mathrm {kg} )}{\left({\mbox{height}}(\mathrm {m} )\right)^{2}}}}             |
|                                | {\displaystyle ={\frac {{\mbox{mass}}(\mathrm {lb} )}{\left({\mbox{height}}(\mathrm {in} )\right)^{2}}}\times 703}  |
|                                | {\displaystyle ={\frac {{\mbox{mass}}(\mathrm {lb} )}{\left({\mbox{height}}(\mathrm {ft} )\right)^{2}}}\times 4.88} |
|                                | {\displaystyle ={\frac {{\mbox{mass}}(\mathrm {st} )}{\left({\mbox{height}}(\mathrm {in} )\right)^{2}}}\times 9840} |

استخدم هذا المؤشر في الخمسينيات والستينيات من القرن الماضي من قبل شركات التأمين في أمريكا الشمالية مثل شركة متروبوليتان للتأمين على الحياة، والتي أتاحت إحصائياتها تقييم المستوى الذي لوحظت فيه زيادة كبيرة في معدلات الاعتلال أو المرض. معدل الوفيات وتحديد العتبات التي أعيد تقييمها منذ ذلك الحين.
في إسبانيا، منذ عام 2005، لم يعد يُسمح للعارضات اللواتي يبلغ مؤشر كتلة جسمهن أقل من 18 كجم / م 2 بالمشاركة في عروض الأزياء.
في فرنسا، في 3 أبريل 2015، تبنى المجلس الوطني، كجزء من مشروع قانون لتحديث النظام الصحي، قدمته ماريسول تورين، تعديلاً يحظر نشاط نموذج لأي شخص يكون مؤشر كتلة جسمه أقل من 18 كجم / م 2

## مؤاخذات حول مؤشر كتلة الجسم

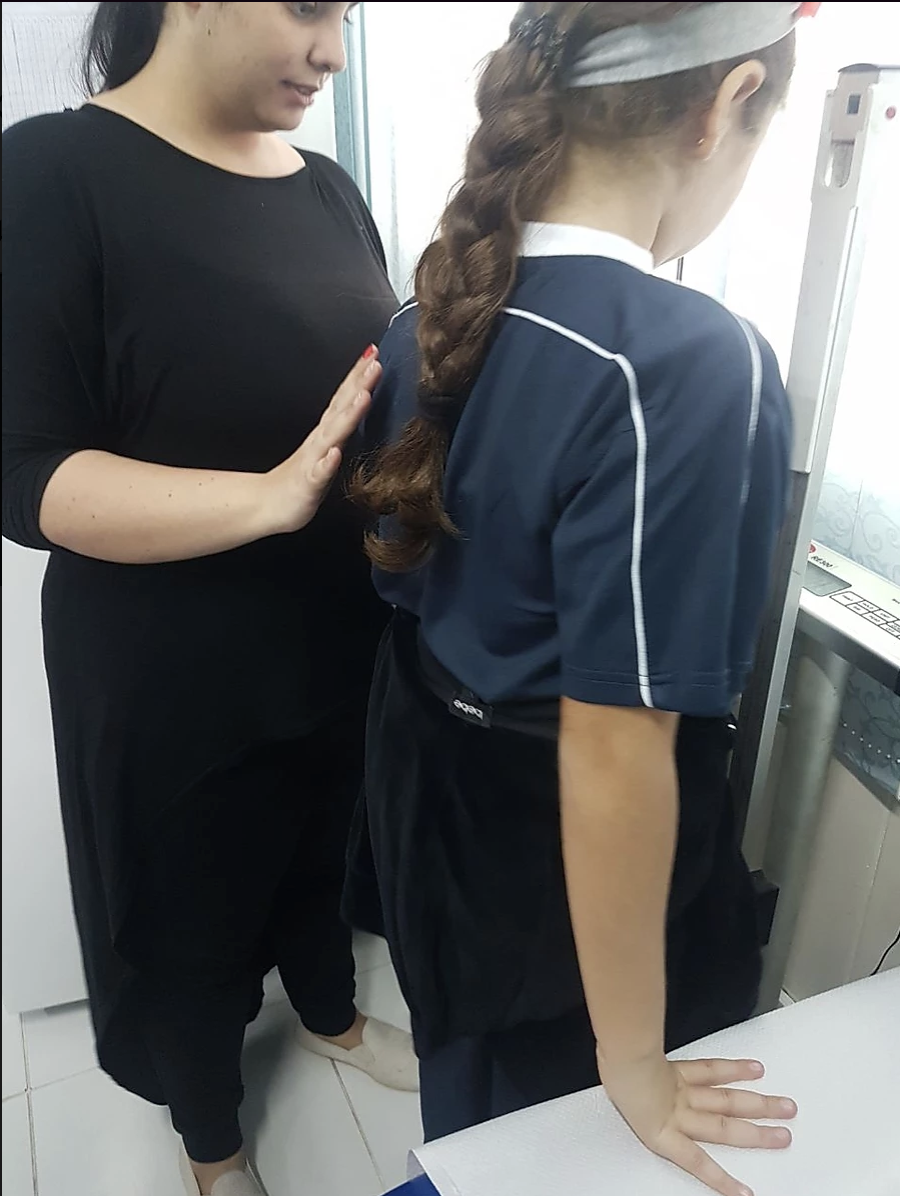
قياس مؤشر كتلة الجسم

كتلة الجسم هو مؤشر وليس رقمًا مطلقًا. بسبب كتلة عضلاتهم، يمتلك بعض الرياضيين ولاعبي كمال الأجسام مؤشر كتلة جسم أكبر من 25 كجم / م 2 دون أن يشكل ذلك مشكلة على صحتهم. بالإضافة إلى ذلك، يختلف مؤشر كتلة الجسم وفقًا لشكل الشخص المعني فقد يكون أحد الأشخاص ممتلئ الجسم دون أن يكون سمينًا، والآخر قد يكون نحيفًا ولكن لديه الكثير من الدهون في الجسم. كما أن مؤشر كتلة الجسم غير صالح للحوامل اللائي يزيد وزنهن بين 10 و 20 كجم في المتوسط. لذلك، فإن مؤشر كتلة الجسم ليس وسيلة حاسمة للكشف عن السمنة الزائدة.
تعتبر منظمة الصحة العالمية المعايير المحددة في الجدول أعلاه ملائمة للاستخدام، ولكنها يجب أن تراعي الجنس والعمر والعرق  ويجب أخذها في الاعتبار بحذر في التشخيص الفردي.
لذلك فإن تأثير مؤشر كتلة الجسم على مخاطر الوفاة غير حاسم لأنه لا يأخذ في الاعتبار الجنس أو العمر أو توزيع الدهون في الجسم (الدهون الموجودة على مستوى البطن لها التأثير الأكبر على صحة ولياقة الفرد).
يجب أن يجري الحكم على وزن الشخص من خلال مؤشر كتلة الجسم إلى جانب مؤشر كتلة الدهون، بمساعدة الطبيب، ويوصى بالتشاور مع أخصائي التغذية.
لا ترتبط الزيادة في مؤشر كتلة الجسم خطيًا مع شدة السمنة أو زيادة مخاطر القلب والأوعية الدموية وأصبح حساب مؤشر كتلة الجسم في المقام الأول أداة للحوار مع المريض.
وبالتالي يمكن أخذ معايير أخرى في الاعتبار لتقدير ما إذا كان الشخص يعاني من زيادة الوزن أم لا: محيط الخصر، على سبيل المثال. يمكن بعد ذلك الحديث عن سمنة البطن عندما يكون محيط خصر الرجل أكبر من 100 سم ومحيط المرأة 88 سم (باستثناء الحامل). يجب مراقبة هذه الكتلة الدهنية الزائدة الموجودة حول البطن لأنها تمثل خطرًا متزايدًا للإصابة بمرض السكري وأمراض القلب والأوعية الدموية، بغض النظر عن مؤشر كتلة الجسم.

## علاقة مؤشر كتلة الجسم بحدوث الوفاة
يعرف مؤشر كتلة الجسم انخفاضا متسارعا عند كبار السن، خلال 8 سنوات قبل الوفاة. وترتبط ممارسة التدخين والوضع الاجتماعي والاقتصادي المنخفض بانخفاض مؤشر كتلة الجسم.

## وصلات خارجية
- مؤشر كتلة الجسم (حاسبة الوزن المثالي) عبر موسوعة الملك عبد الله بن عبد العزيز العربية للمحتوى الصحي